# جوستين سميث
جوستين سميث (بالإنجليزية: Justin Smith)‏ (و. 1979  م) هو لاعب كرة قدم أمريكية، من الولايات المتحدة، ولد في جفرسون سيتي، ميزوري، يلعب كطرف دفاعي ‏.

## التعليم
تعلم في Jefferson City High School ‏.